# Руспина
Руспина је била пунски и римски град на обали Средоземног мора. На њеном месту данас се налази град Монастир (у Тунису).
Руспина је позната по бици код Руспине 46. пре н. е, у којој су се сукобиле војске Јулија Цезара и Помпејевог војсковође Тита Лабијена.